# Gene Milford
Arthur Eugene „Gene” Milford (n. 19 ianuarie 1902, Lamar⁠(d), Colorado, SUA – d. 23 decembrie 1991, Santa Monica, California, SUA) a fost un editor (montor) american de film și televiziune care a colaborat la realizarea a aproximativ 100 de filme. Printre cele mai cunoscute filme ale sale se numără One Night of Love  (regizat de Victor Schertzinger - 1934), Lost Horizon (regizat de Frank Capra - 1937), Pe chei (regizat de Elia Kazan - 1954), A Face in the Crowd (regizat de Kazan - 1957) și Wait Until Dark (regizat de Terence Young - 1967).
Milford a câștigat două premii Oscar pentru cel mai bun montaj pentru filmele Lost Horizon (1937, împreună cu Gene Havlick) și Pe chei (1954) și a fost nominalizat la Premiul Oscar pentru One Night of Love  (1934). A fost ales membru al societății American Cinema Editors și a primit premiul inaugural pentru întreaga carieră în 1988.

## Filmografie parțială
- 1927: Say It with Diamonds
- 1927: Ladies at Ease
- 1928: The Devil's Cage
- 1928: Life's Mockery
- 1930: Around the Corner
- 1931: Branded
- 1932: Rider
- 1933: My Woman
- 1933: The California Trail
- 1934: The Ninth Guest
- 1934: One Night of Love
- 1935: Let's Live Tonight
- 1935: Grand Exit
- 1936: Shakedown
- 1936: The Music Goes 'Round
- 1936: They Met in a Taxi
- 1937: Lost Horizon
- 1939: I Was a Convict
- 1939: Coast Guard
- 1941: Tillie the Toiler
- 1944: The Falcon Out West
- 1945: Having Wonderful Crime
- 1954: Pe chei (On the Waterfront)
- 1957: A Face in the Crowd
- 1960: The Pusher
- 1962: Taras Bulba
- 1967: Wait Until Dark
- 1973: The Man Without a Country
- 1974: W

## Legături externe
- Gene Milford la Internet Movie Database